# Eduard (Schiff)
Die Eduard war ein Dampfschiff, das 1843 als erstes Dampfschiff überhaupt an der Oberweser gebaut wurde.
Das Schiff befuhr als Passagierdampfschiff die Weser und blieb bis 1844 im Dienst.
Es wurde aus Holz von Tannen gefertigt. Carl Anton Henschel lehnte einen Bau aus Eisen aus Zeitgründen ab. Die Arbeiten der Zimmerer fanden in Hann. Münden statt. In Kassel wurde es mit Maschinen ausgestattet. Die Probefahrt fand auf der Fulda statt zwischen Kassel und Spiekershausen. Es sollte nach Friedrich Wilhelm I. benannt werden, aber da der Entwerfer Eduard Wüstenfeld keine Audienz bei seinem Landesherrn bekam, benannte man das Schiff nach dem Entwerfer.
Zur ersten Fahrt versammelte sich nahezu die gesamte Stadtbevölkerung. Als zweites Schiff nach der wenig erfolgreichen Fahrt des Dampfschiffes Herzog von Cambridge 1819 befuhr es dann die Weser von Münden bis Bremen und zurück.
In der Folge konnte die Oberweser Dampfschiffahrts Gesellschaft einen regelmäßigen Verkehr einrichten.